# Jimena Barón
Jimena Guevara Barón  (Buenos Aires, 24 de mayo de 1987), conocida profesionalmente como Jimena Barón o por su nombre artístico J Mena, es una actriz y cantante argentina.
Conocida por participar en varias telenovelas como Gasoleros, Calientes, Los Roldán, Casi ángeles, Los únicos, Esperanza mía y Quiero vivir a tu lado, entre otras. 
En 2017, inició su carrera musical, con la que obtuvo un rápido reconocimiento gracias a su álbum debut como cantante, La tonta. A esto se suman sus dos discos como La cobra, con el que recibió certificación platino por la CAPIF; y Mala sangre, este último editado en 2023.

## Carrera

### Como actriz
Sus comienzos en el mundo del arte y el espectáculo se remontan a su infancia. Fue en 1998, con su incursión en el cine, cuando contaba con diez años de edad, que se dio a conocer al público, al interpretar el papel protagónico de la pequeña Aneta en la película El faro. Al año siguiente, Barón ganó un Premio Cóndor de Plata como Actriz Revelación.
Entre 1998 y 1999 debutó como actriz televisiva con su interpretación de Loli en la telenovela Gasoleros, protagonizada por Mercedes Morán y Juan Leyrado, siendo ésta su primera telenovela. Por su actuación fue nominada por tres años consecutivos al premio Martín Fierro a la Mejor Actriz Infantil, ganándolo en una ocasión por primera vez. En el año 2000 interpretó a Malena en la serie Calientes. Y al año siguiente, en 2001, hizo de Anita Campos en El sodero de mi vida, serie transmitida en El Trece. De esta manera fue como llegó a participar en producciones televisivas tales como Son amores (2002-2003) para la que encarnó el rol de Lila, serie que fue transmitida en varios países de Latinoamérica e Israel; y la comedia Los Roldán (2004-2005) en la que dio vida a María Roldán González y compartió escenas con los actores de la talla de Miguel Ángel Rodríguez y Claribel Medina. Luego de una participación en Sos mi vida, en 2008 actuó en Por amor a vos en la que interpretó el personaje de María Concepción Molinari.
Entre 2009 y 2010, interpretó el personaje de Esperanza "Hope" Bauer en la serie juvenil de comedia musical realizada y producida por Cris Morena, Casi ángeles. También participó de la temporada teatral del ciclo en 2009. En 2011, volvió a trabajar en Pol-Ka para interpretar a María Paula "Poly" Said en la serie Los únicos.
También en ese año es convocada para participar en la controvertida sección de baile del programa Showmatch, Bailando por un sueño Argentina del cual fue eliminada junto a Zaira Nara por Larissa Riquelme tras ser enviada directamente al duelo telefónico por no poder presentarse al duelo debido a un cuadro de neumonía bilateral y anemia. Ese mismo año participó junto a Nicolás Vázquez del videoclip del cantautor venezolano Carlos Baute, «Tu cuerpo bailando en mi cuerpo».
En el 2012, realizó el papel de Rosa Montes en la telenovela Sos mi hombre transmitida por la pantalla de El trece y protagonizada por Luciano Castro y Celeste Cid. Ese año obtuvo una nominación en los Premios Tato. En el 2015, J'Mena se integró  al elenco de la telenovela de comedia musical Esperanza mía, en donde interpreta a Gilda y compartió escenas con la también actriz y cantante Lali Espósito. Por su trabajo en la novela recibió dos nominaciones a Mejor Actriz de Reparto, una en los Premios Tato y otra en los Premios Martin Fierro. En el 2016, interpretó a Belén en Educando a Nina, telecomedia emitida por Telefe y protagonizada por Griselda Siciliani. En el 2017 interpreta a Floro en la tira de Pol-Ka Quiero vivir a tu lado.
En 2017, también vuelve a trabajar en cine, como Lola, en Hipersomnia, del director Gabriel Greco. La película cuenta la historia de Milena, una actriz principiante que busca protagonizar una obra de teatro. Una vez que obtiene el papel, comienzan a sucederle una serie de acontecimientos extraños. En 2018, interpretó a Marixa Balli, exnovia del cantante cordobés Rodrigo "Potro" Bueno, en la película biográfica El Potro, lo mejor del amor.
Durante 2018, también participó en la decimotercera temporada de Bailando por un sueño Argentina, donde, junto con su pareja en ese entonces, el bailarín Mauro Caiazza, quedaron en el segundo lugar del polémico certamen. En 2019, debutó como presentadora en el programa Cortá por Lozano, reemplazando a su presentadora original, Verónica Lozano, durante sus vacaciones.
Luego de quedar en el segundo lugar en Bailando por un Sueño Argentina, J'Mena retornó a la televisión, esta vez, como jurado del polémico segmento de talentos mixtos para celebridades de Showmatch, Showmatch: La Academia.

### Como cantautora
Jimena incursionó en la música desde pequeña, interpretando algún que otro tema en diferentes telenovelas en donde participó, pero es el 28 de mayo de 2015 que debuta como vocalista de la banda "Barón Band".
En 2017, lanza su primer sencillo como cantante solista, «La tonta», perteneciente a lo que sería su álbum debut, que lanzó semanas después con el mismo nombre. Tras el lanzamiento del disco presentó «Qlo», el segundo sencillo del álbum. En diciembre del mismo año, Jimena fue telonera del colombiano Maluma en el Hipódromo de Palermo.
En febrero de 2018, presentó «Que regreses tú» un nuevo sencillo junto a un vídeo donde se la puede ver bailando sensualmente entre escenas de amor y lujuria con un hombre, donde luego, en el final, la historia toma un giro inesperado. En mayo, ganó su primer Premio Gardel a Mejor Álbum Artista Femenina Pop por La Tonta. En junio lanza «Atrás del sol», un sencillo dedicado al recuerdo de su padre. Y al mes siguiente, la intérprete lanzó el videoclip de «Me falta el sol», un tema que grabó con el artista español Carlos Ares.
En abril de 2019, participó del sencillo «Se quema» de Miss Bolivia, con un fuerte contenido social y varios guiños al movimiento feminista. En mayo, bajo su nuevo nombre artístico J'Mena, estrenó su nuevo sencillo y videoclip, «La cobra», el primer anticipo de lo que sería su segundo álbum de estudio. Este sencillo se posicionó tercero en el chart Billboard Hot 100 de Argentina. Luego de «La Cobra», lanzó el segundo sencillo para su nuevo trabajo discográfico, «Quién empezó» junto a la cantante de Trap latino argentina Cazzu. En julio estrenó «Se acabó», tercer sencillo del próximo álbum con un vídeo que cuenta con la participación especial de las actrices como Carla Peterson, Verónica Llinás y Maida Andrenacci. En este videoclip, la cantante personifica a una "estrella del pop" que se presenta en un programa televisivo. Mostrando cómo sería un mundo liderado por mujeres, opuesto y matriarcal, en el cual son los hombres quienes deben soportar la cosificación.
El 2 de agosto, lanzó su segundo álbum del mismo nombre de su primer sencillo, La cobra, que contiene ritmos nuevos como el pop urbano e incluye ocho canciones de las cuales, entre ellas, realiza dos colaboraciones, con el grupo de cumbia Ráfaga, además de la canción junto a la cantante de trap, Cazzu. A la semana del lanzamiento oficial de su segundo álbum, el sencillo «La cobra» recibió certificación oro digital en Argentina. A finales del mismo mes, presentó «Dos corazones», un nuevo corte del álbum.
En octubre presentó un nuevo sencillo titulado «Ya quisieran», dedicado a los haters y demostrando como ella puede seguir adelante ante las críticas. El 25 del mismo mes, participó de «Sale volando» de Bhavi junto a Nico Cotton. Tras el éxito como cantante solista independiente, J'Mena decidió firmar contrato con la discográfica Sony Music Argentina. Y también, durante este mes, su segundo álbum recibió la certificación platino en Argentina tras alcanzar las 40 000 copias vendidas dentro del territorio nacional.
En el mes de noviembre, grabó un dueto con Romeo El Santo el tema «Para nosotros», cuyo vídeo fue estrenado en diciembre de 2019. Luego, lanzó su nuevo sencillo musical, «Taxi Voy», un sonido pop urbano femenino fiel de su estilo, siendo este el primer sencillo lanzado bajo este sello, aparte de ganar como "Mejor Artista de América del Sur" en los premios MTV Europe Music Awards.
En febrero de 2020, publicó «Puta», un nuevo sencillo que propone resignificar el insulto y hablar de la libertad de las mujeres. Este sencillo causó polémica y fue criticado por usar una campaña de marketing alusiva a la prostitución.
En marzo de 2021, luego de más de un año alejada de la música y redes sociales, regresó y publicó un nuevo sencillo titulado «Flor de involución», acompañado por un videoclip dirigido por Rocio Crudo y Alejandro Ciancio, junto a la productora Rebolucion. A esto, se sumaron nuevas canciones como «Ya no te extraño» y el dueto con el cantante de cumbia Chili Fernández, «Corazón de cemento». 
Dos años después, J Mena lanzó su tercer disco llamado Mala sangre, en donde incluyen los temas «La araña», «Mi felicidad» y «Cruel y despiadado», canciones que fueron estrenadas meses antes de este dicho lanzamiento.

## Vida personal
Entre febrero de 2013 y junio de 2015 estuvo en pareja con el futbolista Daniel Osvaldo.  Juntos estuvieron viviendo en Italia por dos años a causa de la carrera de él, hasta que volvieron a Argentina en febrero de 2015 para que él continuara su carrera en el país.  Son padres de un hijo llamado Morrison, nacido el 9 de marzo de 2014 en Italia.  En junio de 2015 se separaron bajo rumores de infidelidad por parte   de él y ese mismo mes ella lo acusó por violencia de género y le puso una orden de alejamiento por tres meses. En marzo de 2016 se reconciliaron pero en mayo de 2016 se separaron definitivamente. 
El 14 de junio de 2025, nació su segundo hijo, Arturo.

### Activismo
Barón es una partidaria de la libertad y los derechos de las mujeres, y se considera a sí misma feminista. Desde 2018, militó junto a otras artistas argentinas como la cantante Lali Espósito y las actrices Florencia Peña, Griselda Siciliani y Carla Peterson, entre otras, a favor del aborto legal en Argentina, ley que finalmente fue aprobada por el Congreso Nacional en 2020.

## Trayectoria

### Cine
| Año  | Título      | Personaje               |
| ---- | ----------- | ----------------------- |
| 1998 | El faro     | Aneta (niña)            |
| 2017 | Hipersomnia | Dolores "Lola" Cipriota |
| 2018 | El Potro    | Marixa Balli            |

### Televisión
| Año         | Título                 | Personaje                    |
| ----------- | ---------------------- | ---------------------------- |
| 1991 - 1994 | ¡Grande, pa!           | Micaela Leiva                |
| 1998 - 1999 | Gasoleros              | Betina "Loli"                |
| 2000        | Calientes              | Malena Panzelli              |
| 2001 - 2002 | El sodero de mi vida   | Ana "Anita" Campos           |
| 2002 - 2004 | Son amores             | Lila                         |
| 2004 - 2005 | Los Roldán             | María Roldán                 |
| 2006        | Sos mi vida            | María Victoria López         |
| 2008 - 2009 | Por amor a vos         | María Concepción Molinari    |
| 2009 - 2010 | Casi ángeles           | Esperanza "Hope" Bauer       |
| 2011        | Los Únicos             | María Paula "Poly" Said      |
| 2012 - 2013 | Sos mi hombre          | Rosa "Maravillosa" Montes    |
| 2015 - 2016 | Esperanza mía          | Gilda Albarracín             |
| 2016        | Educando a Nina        | Belén                        |
| 2017        | Quiero vivir a tu lado | Florencia "Floro" Petrocelli |

| Año       | Título                                          | Rol                                  |
| --------- | ----------------------------------------------- | ------------------------------------ |
| 2011      | Showmatch: Bailando por un Sueño Argentina 2011 | Participante (18.ª eliminada)        |
| 2015      | Showmatch: Bailando por un Sueño Argentina 2015 | Reemplazo temporal de Lizy Tagliani  |
| 2016      | Showmatch: Bailando por un Sueño Argentina 2016 | Invitada especial de María del Cerro |
| 2016      | Canta si puedes                                 | Jurado de reemplazo                  |
| 2017      | Showmatch: Bailando por un Sueño Argentina 2017 | Invitada especial de Cecilia Bonelli |
| 2018      | Especiales Musicales de Morfi                   | Presentadora invitada                |
| 2018      | Showmatch: Bailando por un Sueño Argentina 2018 | Participante (Subcampeona)           |
| 2018-2019 | Por el mundo                                    | Presentadora invitada                |
| 2019      | Cortá por Lozano                                | Presentadora de reemplazo            |
| 2021      | Showmatch, la academia                          | Jurado                               |

### Teatro
| Año       | Título        | Lugar                    |
| --------- | ------------- | ------------------------ |
| 2002      | Taxi 2        | Teatro Liceo             |
| 2009-2010 | Casi ángeles  | Teatro Gran Rex          |
| 2011      | Los Únicos    | Teatro Ópera             |
| 2015      | Esperanza mía | Teatro Ópera y Luna Park |

### Videoclips
| Año  | Canción                         | Artista      |
| ---- | ------------------------------- | ------------ |
| 2011 | Tu cuerpo bailando en mi cuerpo | Carlos Baute |

## Discografía

### Álbumes de estudio
- La Tonta (2017)
- La Cobra (2019)
- Mala Sangre (2023)

## Giras musicales

### Como solista
- La Tonta Tour (2017-2018)[69][70]
- La Cobra Tour (2019-2020)[71][72]
- Mala Sangre Tour (2023)

### Acto de apertura
- The FAME World Tour de Maluma (2018)[73]

## Premios y nominaciones
| Año  | Premios                       | Categoría                                   | Trabajo                         | Resultado | Ref.   |
| ---- | ----------------------------- | ------------------------------------------- | ------------------------------- | --------- | ------ |
| 1998 | Premio Martín Fierro          | Mejor actuación infantil                    | Gasoleros                       | Ganadora  | [ 74 ] |
| 1999 | Premio Cóndor de Plata        | Revelación femenina                         | El faro                         | Ganadora  | [ 75 ] |
| 1999 | Premio Martín Fierro          | Mejor actuación infantil                    | Gasoleros                       | Nominada  | [ 76 ] |
| 2000 | Premio Martín Fierro          | Mejor actuación infantil                    | Calientes                       | Nominada  | [ 77 ] |
| 2001 | Premio Martín Fierro          | Mejor actuación infantil                    | El sodero de mi vida            | Nominada  | [ 78 ] |
| 2011 | Premios Quiero                | Mejor participación en video                | Tu cuerpo bailando en mi cuerpo | Nominada  | [ 79 ] |
| 2012 | Premios Tato                  | Mejor actriz de reparto en ficción diaria   | Sos mi hombre                   | Nominada  | [ 80 ] |
| 2015 | Kids Choice Awards Argentina  | Diosa                                       | Ella misma                      | Nominada  | [ 81 ] |
| 2015 | Premios Tato                  | Mejor actriz de reparto                     | Esperanza mía                   | Nominada  | [ 82 ] |
| 2016 | Premio Martín Fierro          | Actriz de reparto                           | Esperanza mía                   | Nominada  | [ 83 ] |
| 2017 | Premios Los Más Clickeados    | Famosos con más índice de audiencia del año | Ella misma                      | Ganadora  | [ 84 ] |
| 2017 | Premios Los Más Clickeados    | Clickeado de oro                            | Ella misma                      | Ganadora  | [ 84 ] |
| 2018 | Premios Martín Fierro Digital | Mejor video musical del año                 | La tonta                        | Ganadora  | [ 85 ] |
| 2018 | Premios Carlos Gardel         | Mejor álbum artista femenina pop            | La tonta                        | Nominada  | [ 86 ] |
| 2018 | Premios Carlos Gardel         | Mejor álbum nuevo artista pop               | La tonta                        | Ganadora  | [ 86 ] |
| 2018 | MTV Millennial Awards         | Instastories del año                        | Ella misma                      | Nominada  | [ 87 ] |
| 2018 | Premios Los Más Clickeados    | Famosos con más índice de audiencia del año | Ella misma                      | Ganadora  | [ 88 ] |
| 2019 | MTV Europe Music Awards       | Mejor artista latinoamericano sur           | Ella misma                      | Ganadora  | [ 89 ] |
| 2019 | Premios Quiero                | Mejor músico Instagramer                    | Ella misma                      | Ganadora  | [ 90 ] |
| 2019 | Premios Quiero                | Mejor video artista femenino                | «La cobra»                      | Nominada  | [ 91 ] |
| 2019 | Premios Quiero                | Video del año                               | «La cobra»                      | Nominada  | [ 91 ] |
| 2020 | Premios Gardel                | Canción del año                             | «La cobra»                      | Nominada  | [ 92 ] |
| 2020 | Premios Gardel                | Mejor álbum artista pop                     | La cobra                        | Nominada  | [ 92 ] |
| 2021 | Premios Quiero                | Mejor músico influencer                     | Ella misma                      | Ganadora  |        |
| 2021 | Premios Martín Fierro         | Jurado de TV                                | Showmatch: La Academia          | Nominada  |        |